# Dominik Alberto
Dominik Alberto (* 28. April 1992) ist ein Schweizer Leichtathlet, der sich auf den Stabhochsprung spezialisiert hat und auch im Zehnkampf an den Start ging.

## Sportliche Laufbahn
Erste Erfahrungen bei internationalen Meisterschaften sammelte Dominik Alberto im Jahr 2009, als er bei den Jugendweltmeisterschaften in Brixen mit 5511 Punkten auf den 13. Platz im Achtkampf gelangte. Im Jahr darauf wurde er bei den Juniorenweltmeisterschaften in Moncton mit 7027 Punkten 15. im Zehnkampf, und 2011 gelangte er bei den Junioreneuropameisterschaften in Tallinn mit 6396 Punkten auf den 18. Platz. 2013 musste er seinen Wettkampf bei den U23-Europameisterschaften in Tampere vorzeitig beenden, und 2016 schied er bei den Europameisterschaften in Amsterdam mit 5,15 m in der Stabhochsprungqualifikation aus. Auch bei den Leichtathletik-Europameisterschaften 2018 in Berlin verpasste er mit 5,16 m den Finaleinzug, und 2021 egalisierte er mit 5,71 m den Schweizer Landesrekord von Felix Böhni aus dem Jahr 1983. Im Jahr darauf erreichte er bei den Europameisterschaften in München den Final, brachte dort aber keinen gültigen Versuch zustande. 2023 schied er bei den Halleneuropameisterschaften in Istanbul mit 5,40 m in der Qualifikationsrunde aus, und auch bei den Weltmeisterschaften im August in Budapest scheiterte er ohne eine Höhe in der Vorrunde. Im Jahr darauf verpasste er bei den Europameisterschaften in Rom mit 5,25 m den Finaleinzug.
In den Jahren 2016 und von 2019 bis 2023 wurde Alberto Schweizer Meister im Stabhochsprung sowie 2017 im Zehnkampf. Zudem wurde er von 2016 bis 2021 und 2023 Schweizer Hallenmeister im Stabhochsprung.

## Persönliche Bestleistungen
- Stabhochsprung: 5,71 m, 10. Juli 2021 in Landau in der Pfalz
- Zehnkampf: 7631 Punkte, 27. August 2017 in Payerne